# Croton colliguay
Espèce
Classification APG II (2003)
Croton colliguay est une espèce de plantes à fleurs du genre Croton et de la famille des Euphorbiaceae, présente au nord du Chili.